# Ted DiBiase Jr.
Theodore Marvin DiBiase Jr. (Clinton (Mississippi), 8 november 1982) is een Amerikaans professioneel worstelaar die vooral bekend is van zijn tijd bij WWE, van 2007 tot 2013.

## Professioneel worstelcarrière

### Training en begin carrière
DiBiase en zijn broer Mike DiBiase kregen in Amarillo professionele worsteltraining van Chris Youngblood voordat ze gingen trainen op Harley Race's worstelacademie. De DiBiase broers maken op 8 juli 2006 hun professionele worsteldebuut voor de World League Wrestling (WLW), een promotie in Eldon (Missouri) dat gerund werd door Harley Race. Op 17 februari 2007 wonnen ze de Fusion Pro Tag Team Championship door Raheem Rashaad en Juntsi te verslaan. In het voorjaar van 2007, DiBiase worstelde ook in Japan voor 
Pro Wrestling Noah, waar hij deelnam tegen worstelaars met de voormalig GHC Junior Heavyweight Champion, KENTA, inbegrepen.

### World Wrestling Entertainment/WWE (2007-2013)
In juli 2007 ondertekende DiBiase een contract met de World Wrestling Entertainment (WWE) en debuteerde in hun opleidingscentrum, de Florida Championship Wrestling (FCW). Op 4 augustus 2007 maakte DiBiase zijn FCW-debuut in een tag team match, waar hij samen met zijn partner Jake Hager het duo Keith Walker en Heath Miller versloegen. In oktober 2007 bekwam DiBiase lid van de Next Generation Hart Foundation. Op 18 december 2007 versloeg DiBiase TJ Wilson om het FCW Southern Heavyweight Championship te winnen. DiBiase, hoewel, was onbeschikbaar om zijn titel te verdedigen door een blessure, hij gaf de titel aan zijn partner, Heath Miller. 
Op 26 mei 2008 maakte DiBiase zijn WWE-televisiedebuut als een heel (schurk). Tijdens de Night of Champions 2008 won DiBiase samen met Cody Rhodes het World Tag Team Championship, DiBiase's eerste WWE-titel. Op 4 augustus 2008 verloren DiBiase en Rhodes het World Tag Team Championship aan Batista en John Cena. Tijdens de Raw-aflevering van 11 augustus 2008 willen Rhodes en DiBiase een rematch (herkansing) tegen Batista en John Cena. Rhodes en DiBiase Jr. wonnen de wedstrijd, waardoor ze opnieuw regerend World Tag Team Champions werden. Tijdens een aflevering van Raw op 27 oktober 2008 verloren ze de wedstrijd van Kofi Kingston en CM Punk, waardoor Kingston en CM Punk de nieuwe World Tag Team Champions werden. DiBiase en Rhodes werden dan vergezeld door Manu.

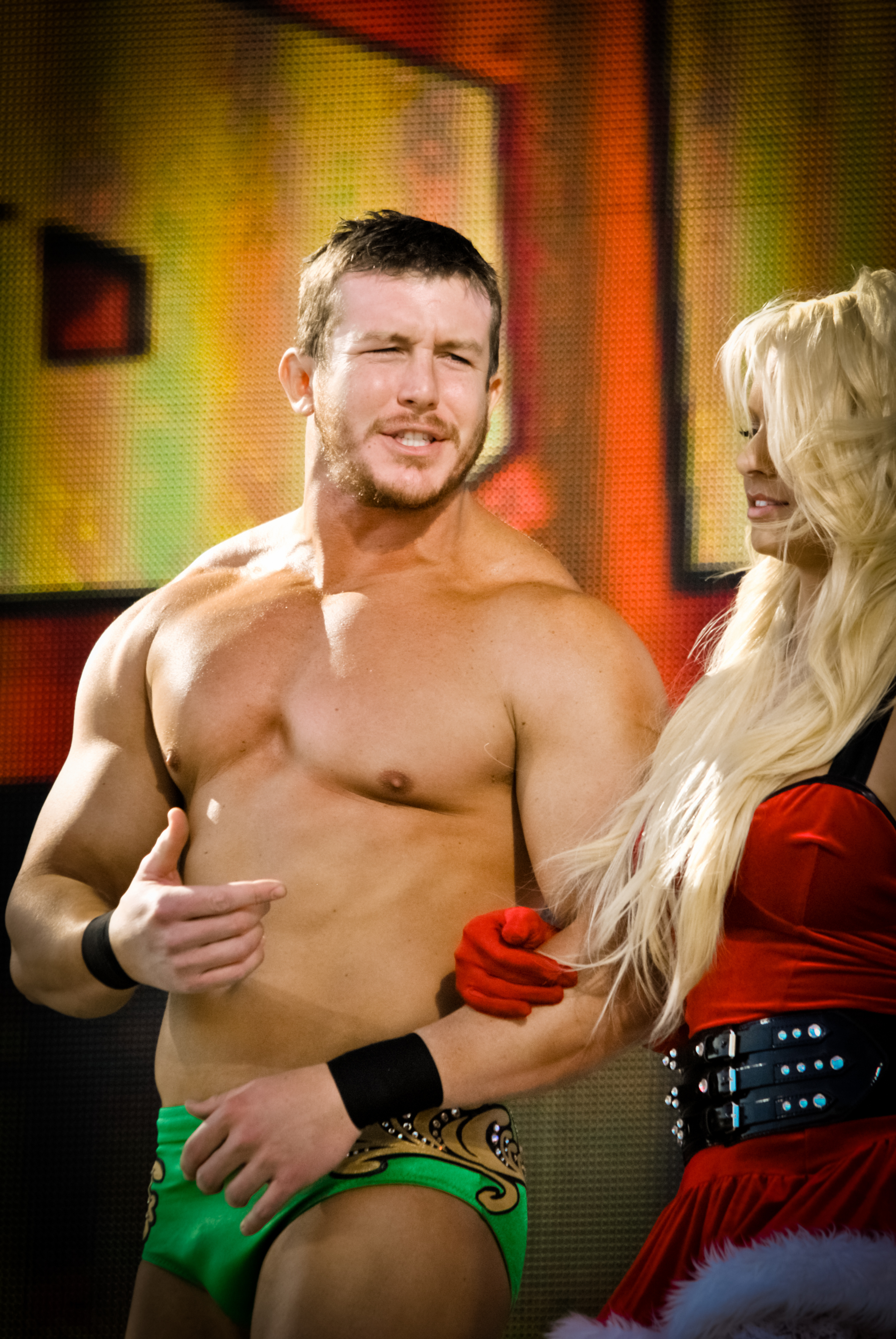
DiBiase en Maryse in 2010

In december 2008 was DiBiase niet actief in de WWE, omdat hij filmopnames had voor de film The Marine 2. In begin van januari 2009 werd Manu door Randy Orton uit de groep gezet en DiBiase nam zijn plaats in en vormde samen met Rhodes en Orton een team op, de The Legacy. Door het jaar van 2009, The Legacy had een grote vete met de McMahon-familie.
In het voorjaar van 2010, Rhodes en DiBiase hadden een vete met hun leider, Orton. Als resultaat, de drie namen deel aan een Triple Threat match op WrestleMania XXVI, die Orton won. Na WrestleMania, DiBiase begon met een nieuwe gimmick van een arrogante miljonair, vergelijkend van zijn vaders oude gimmick. Hij begon dan een op-scherm relatie met Maryse en was in bezit van het Million Dollar Championship. In september 2010 stal Goldust zijn titel. Tijdens de Raw-aflevering van 15 november 2011, Goldust gaf de titel terug aan DiBiase Sr.
Op 30 november 2010 was men aangekondigd dat DiBiase en Maryse de mentoren was van Brodus Clay voor de vierde seizoen van WWE NXT. Tijdens de NXT-aflevering van 25 januari 2011, Clay verwisselde de positie van de mentor en Alberto Del Rio nam de plaats in van DiBiase.
Op 26 april 2011 was DiBiase als deel van de Supplemental Draft naar SmackDown gestuurd. In zijn eerste SmackDown-match verloor DiBiase van zijn voormalig tag teampartner Cody Rhodes. Tijdens de SmackDown-aflevering van 16 september 2011 werd DiBiase voor de eerste keer in zijn WWE-carrière een face (held) door Rhodes aan te vallen en hem uitdaagde voor het WWE Intercontinental Championship op Night of Champions van 18 september 2011. DiBiase slaagde er niet in om het Intercontinental Championship te winnen van kampioen Rhodes.
Op 30 augustus 2013 kondigde de WWE via haar website het vertrek van DiBiase aan omdat zijn contract op 1 september 2013 afliep en hij besloot om het contract niet te verlengen.

## Persoonlijk leven
DiBiase Jr. is derde generatie van de familie DiBiase. Zijn vader The Million Dollar Man Ted DiBiase Sr., zijn grootvader Iron Mike DiBiase en zijn grootmoeder Helen Hild waren vroeger allemaal professioneel worstelaars.

## In het worstelen
- Finishers
  - Cobra clutch legsweep (2006-2009)
  - Dream Street (2009-heden)
  - Million Dollar Dream (2009-2010; geadopteerd van zijn vader)

- Signature moves
  - Belly to back suplex
  - Delayed falling fist drop
  - Diving double foot stomp
  - Multiple elbow drops
  - Rope hung stunner – FCW
  - Running clothesline
  - Vertical suplex

- Managers
  - Maryse

## Prestaties
- Florida Championship Wrestling
  - FCW Southern Heavyweight Championship (1 keer)

- Fusion Pro Wrestling
  - FPW Tag Team Championship (1 keer met Mike DiBiase II)

- World Wrestling Entertainment
  - WWE World Tag Team Championship (2 keer met Cody Rhodes)
  - Million Dollar Championship (1 keer)